# برج استاینوی
۱۱۱ خیابان ۵۷ غربی (همچنین به‌عنوان برج استاینوی (انگلیسی: The Steinway Tower) نیز شناخته می‌شود) آسمان‌خراشی مسکونی در میدتاون منهتن نیویورک سیتی است. این برج سومین ساختمان بلند در ایالات متحده برشمرده می‌شود.
بخش اصلی ساختمان یک برج ۸۴ طبقه و ۱٬۴۲۸ فوت (۴۳۵ متر) است که توسط معماری اس‌اچ‌او‌پی طراحی شده و در سال ۲۰۲۱ تکمیل شده است. ساختمان ۱۶ طبقه استاینوی (استاینوی‌هال)، یک فروشگاه‌‌‌‌‌ استاین‌وی و پسران سابق که توسط وارن و وتمور در ۱۹۲۵ طراحی شده، در پایه حفظ شده است.